# Battaglia di Škloŭ (1654)
La battaglia di Škloŭ o di Szkłów fu un attacco delle forze russe e cosacche su Škloŭ.
Una piccola forza polacco-lituana di circa 6 000–7 000 uomini al comando dell'atamano Janusz Radziwiłł colse di sorpresa le forze russe numericamente superiori (40 000; alcuni parlano di 70 000 uomini) al comando del knjaz Jakov Čerkasskij presso Škloŭ (in polacco Szkłów). La battaglia ebbe luogo nel corso di un'eclisse solare. Le forze russe, colte di sorpresa, vennero coinvolte nello scontro contro una controparte di minori proporzioni, ma vennero sconfitte. I polacchi costrinsero l'intero esercito russo alla ritirata; le perdite vennero stimate in 700 uomini per i polacchi e in 
7 000 per i russi.

## Preludio
Il conflitto venne innescato dalla rivolta di Chmel'nyc'kyj dei cosacchi ucraini contro la confederazione polacco-lituana. Il comandante cosacco Bohdan Chmel'nyc'kyj, contava nel supporto di Alessio di Russia al quale aveva promesso fedeltà come ricompensa. Sebbene lo Zemskij Sobor del 1651 venne costretto ad accettare il posizionamento dei cosacchi sotto la sfera d'influenza di Mosca e l'entrata in guerra contro la Polonia, lo zar attese sino al 1653 quando una nuova assemblea popolare autorizzò l'unione dell'Ucraina al regno russo. Dopo che i cosacchi ebbero rettificato questo accordo alla Perejaslav Rada la guerra russo-polacca divenne inevitabile.
Nel luglio del 1654 l'esercito russo di 40 000 (nominalmente sotto il comando dello zar, ma di fatti sotto il comando dei principi Jakov Čerkasskij, Nikita Odoevskij e Andrej Chovanskij) catturò i forti di confine a Belyj e Dorogobuž, ponendo poi assedio a Smolensk. La posizione dei russi a Smolensk venne posta in pericolo dal grande atamano principe Janusz Radziwiłł con 10 000 uomini al suo seguito presso Orša, poco più ad ovest. Čerkasskij decise di inseguire Radziwiłł e di sconfiggerlo.
L'esercito russo che aveva assediato Smolensk non si arrischiò a conquistare la città e l'esercito lituano di Janusz Radziwiłł operava ad est. Venne deciso d inviare un esercito verso Radziwiłł con l'intento di bloccarlo. L'esercito guidato da Jakov Čerkasskij prese Orša e si scontrò con le forze lituane.

## Battaglia

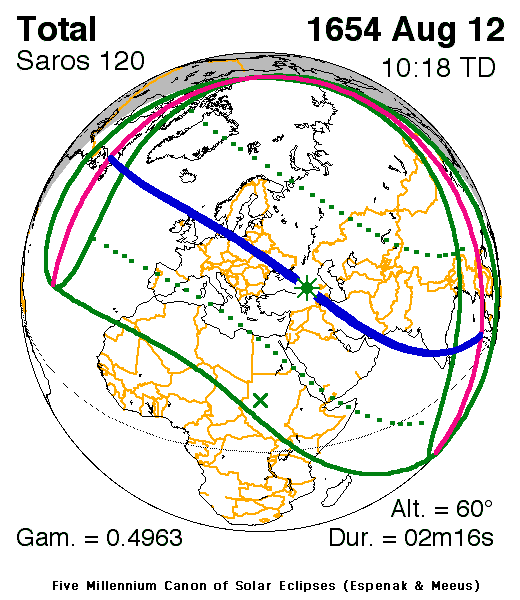
L'eclisse solare del 12 agosto 1654 passò proprio attraverso l'Ucraina il giorno dello scontro

La battaglia venne descritta con qualche differenza tra le fonti polacche e quelle russe, ma quel che è certo è che ambo le parti pretesero la vittoria.
Secondo il resoconto polacco, Radziwiłł venne a sapere che l'esercito russo avrebbe attraversato il fiume Dnepr e pertanto si mobilitò con 2000 cavalieri e diverse migliaia di fanti (inclusi 4000-5000 dragoni, di maggiore mobilità sul campo). Attorno alle 14:00 venne informato del fatto che i russi erano ormai vicini e che le loro prime unità avevano iniziato l'attraversamento del fiume. Nel contempo, iniziò un'eclissi solare, il che portò ulteriore scompiglio e confusione. La cavalleria polacca, inclusi gli ussari alati, lanciò ripetuti attacchi alle forze russe che stavano attraversando il fiume. I russi che tentavano di attraversare il fiume vennero ripetutamente respinti e la fanteria polacca si oppose al loro tentativo di avanzare anche altrove. Dopo cinque ore di combattimenti, i polacchi sembrarono avere la meglio, dal momento che i russi dopo le perdite subite apparivano demoralizzati e abbandonarono i tentativi di attraversamento del fiume.
Le fonti russe, invece, danno un resoconto diverso. Secondo tali fonti, dopo aver trovato la posizione dell'esercito lituano, un distaccamento comandato dal principe Jurij Barjatinskij venne coinvolto in un combattimento coi lituani mentre i voivoda del grosso dell'esercito guidato da Čerkasskij inviò Barjatinskij quale rinforzo con la sua cavalleria. Il resto dell'esercito iniziò a confluire verso il campo di battaglia. Barjatinskij portò avanti una serie di attacchi all'esercito dell'atamano nemico. Venuto a conoscenza dell'avanzata del grosso dell'esercito di Čerkasskij, Radziwiłł decise di ritirarsi. Čerkasskij non inseguì i lituani.

## Significato storico
Szkłów fu l'ultima vittoria (per quanto dubbia) di Janusz Radziwiłł, potente ed ambizioso magnate polacco. Čerkasskij si ritirò temporaneamente ma solo per unirsi ad un'altra armata russa comandata da Aleksej Trubeckoj; sul finire del mese Radziwiłł subì la sconfitta nella battaglia di Szepielewicze (Šepeleviče). Quella battaglia segnò la vittoria dei russi in Lituania. Škloŭ venne catturata dai russi nel settembre del 1654. La guarnigione polacco-lituana assediata presso Smolensk si trovò isolata e perse ogni speranza, arrendendosi (vedi assedio di Smolensk (1654)). Alcuni mesi dopo Janusz Radziwiłł passò dai polacchi alla parte degli invasori svedesi, morendo in combattimento con la nomea di traditore nella storiografia polacca.